# Joseán Gómez
José Antonio Gómez, més conegut com a Joseán Gómez (Sant Sebastià, 1954) és un director de producció de cinema basc, candidat dos cops al Goya a la millor direcció de producció.
Va començar en el món del cinema com a auxiliar de producció a La fuga de Segovia (1981) d'Imanol Uribe. Després continuà com a ajudant de producció a pel·lícules rodades al País Basc o de temàtica basca com La muerte de Mikel (1984) d'Imanol Uribe, La conquista de Albania (1985) i Ehun metro (1986) d'Alfonso Ungría, Zergatik Panpox (1986) de Xabier Elorriaga, Ander eta Yul (1988) d'Ana Díez, Viento de cólera (1988) de Pedro de la Sota i Santa Cruz, el cura guerrillero (1991) de José María Tuduri. Després de treballar per a Alain Tanner a L'Homme qui a perdu son ombre (1991) va marxar a Madrid, on va treballar com a director de producció a El invierno en Lisboa (1991), Un paraguas para tres (1992) i Madregilda (1993). L'èxit li arribaria el 1995 amb Boca a boca amb al que fou nominat al Goya a la millor direcció de producció. Tornaria a repetir candidatura el 2003 amb El misterio Galíndez, però tampoc va guanyar el Goya.

## Filmografia
- 2017: Zona hostil
- 2016: Cuatro estaciones en La Habana (minisèrie)
- 2016: Vientos de la Habana
- 2016: La punta del iceberg
- 2015: Tiempo sin aire
- 2014: La ignorancia de la sangre
- 2014: Marsella
- 2013: Tesis sobre un homicidio
- 2012: Todo es silencio
- 2011: Silencio en la nieve
- 2010: El Gran Vázquez
- 2010: El diario de Carlota
- 2009: Un buen hombre
- 2009: Mentiras y gordas
- 2008: Que parezca un accidente
- 2008: Paisito
- 2006: Mujeres en el parque
- 2005: Heroína
- 2005: El penal més llarg del món
- 2004: Inconscients
- 2004: Núvols d'estiu
- 2004: La vida que te espera
- 2003: La suerte dormida
- 2003: El misterio Galíndez
- 2002: Pasos de baile
- 2000: Jacinto Durante, representante (sèrie de televisió)
- 1997: Territorio Comanche
- 1996: Malena es un nombre de tango
- 1996: Éxtasis
- 1995: Boca a boca
- 1993: Madregilda
- 1992: Un paraguas para tres
- 1991: Santa Cruz, el cura guerrillero
- 1991: El hombre que perdió su sombra
- 1991: El invierno en Lisboa
- 1989: El mejor de los tiempos
- 1988: Viento de cólera
- 1988: Ander eta Yul
- 1987: El polizón del Ulises
- 1986: Ehun metro
- 1986: Zergatik Panpox
- 1985: Otra vuelta de tuerca
- 1984: La conquista de Albania